# Ерманн Панзо
Ерманн Панзо  (фр. Hermann Panzo, 8 лютого 1958) — французький легкоатлет, олімпійський медаліст.

## Виступи на Олімпіадах
| Олімпіада   | Дисципліна              | Місце |
| ----------- | ----------------------- | ----- |
| Москва 1980 | біг на 100 метрів       | 8     |
| Москва 1980 | естафета 4 x 100 метрів | 3     |